# Captain Jenks' Dilemma
Captain Jenks' Dilemma és una pel·lícula muda de la Vitagraph i protagonitzada per John Bunny i Julia Swayne Gordon. La pel·lícula es va estrenar el 8 de gener de 1912.

## Argument
La senyora Brown és una vídua amb cinc fills i amb dificultats per poder-los tirar endavant. Per això, quan un dia a la platja coneix el capità Jenks no li costa gens convidar-lo a casa seva. El capità acudeix encantat amb un anell de compromís i li demana si es vol casar amb ell. En el moment de dir que si apareixen els seus fills a la cambra. En saber que són els seus fills el capità quasi perd els sentits però no sap com trencar el compromís. Consulta amb un amic, Brian Squills, que li recomana que digui a la vídua que té vuit fills. En saber-ho, la vídua només diu que “quants més serem més riurem”. Aleshores el capità decideix ajuntar vuit nois del veïnat i es presenta amb ells a la senyora Brown. La senyora Brown, en veure com es barallen entre ells i ho destrossen tot retorna l'anell al capità Jenks que se’n torna ben content a casa seva.

## Repartiment
- John Bunny (capità Jenks)
- Julia Swayne Gordon (senyora Brown)
- Charles Eldridge (Sir Brian Squills)
- Kenneth Casey (fill de Mrs. Brown)
- Dolores Costello (filla de Mrs. Brown)
- Helene Costello (filla de Mrs. Brown)